# Condado de Tarifa
El condado de Tarifa es el título nobiliario español que la reina María Cristina de Borbón-Dos Sicilias concedió en 1836 a favor de Francisco Oliver-Copons y Méndez de Navia, «en premio a los servicios prestados a la nación» por la defensa militar de Tarifa durante la Guerra de la Independencia Española. Su nombre se refiere al municipio andaluz de Tarifa, en la provincia de Cádiz.

## Condes de Tarifa
- Francisco Oliver-Copons y Méndez de Navia (Málaga, 21 de agosto de 1764-5 de septiembre de 1842),[3] I conde de Tarifa. Era hijo de Juan Oliver Copons Martínez Moncada y Viso, descendiente de los barones de Balsareny, y de Ángela Méndez Navia y Castellanos. En 1814 el rey Fernando VII le concedió la Gran Cruz de la Orden de Carlos III[4] y en 1820 fue agraciado con la Gran Cruz de la Real y Militar Orden de San Hermenegildo.[5] Contrajo matrimonio en 1817 con María Raimunda (Ramona) Timotea de Asprer y de Canal,[5]  hija de Antonio Francisco de Asprer y de Asprer (1753-1831) señor de la baronía de Berrueda, regidor de Puigcerdá y alguacil mayor de la Real Audiencia de Cataluña.[6] De este matrimonio nacieron tres hijos, entre ellos el segundogénito, Ramón, que falleció en enero de 1825,[7] y el primogénito que heredó el título.

- Francisco de Paula de Oliver-Copons y Asprer, II conde de Tarifa.
- Lorenzo de Arellano y Gómez-Rull (m. Sevilla, 23 de enero de 1938), III conde de Tarifa. Se casó con María del Carmen del Mazo y Calvo, padres de María Teresa, casada con Tomás de Martín-Barbadillo, vizconde de Casa González, Ricardo que sucedió en el título, Carmen, religiosa, y Daniel.[8]
- Ricardo Arellano y del Mazo, IV conde de Tarifa, casado con María Botín.
- Ricardo de Arellano y Botín, V conde de Tarifa,[9] casado en noviembre de 1998 con Nuria Casquete de Prado y Sagrera, hija de Antonio Casquete de Prado y Jaraquemada y Ana María Sagrera Capdevilla.[10]